# ГЕС Біг-Крік 2А
ГЕС Біг-Крік 2А — гідроелектростанція у штаті Каліфорнія (Сполучені Штати Америки). Знаходячись між ГЕС-ГАЕС Іствуд (вище по сточищу) та ГЕС Біг-Крік 8, входить до складу однієї з гілок гідровузла у верхній частині сточища річки Сан-Хоакін, яка починається на західному схилі гір Сьєрра-Невада та впадає до затоки Сан-Франциско.

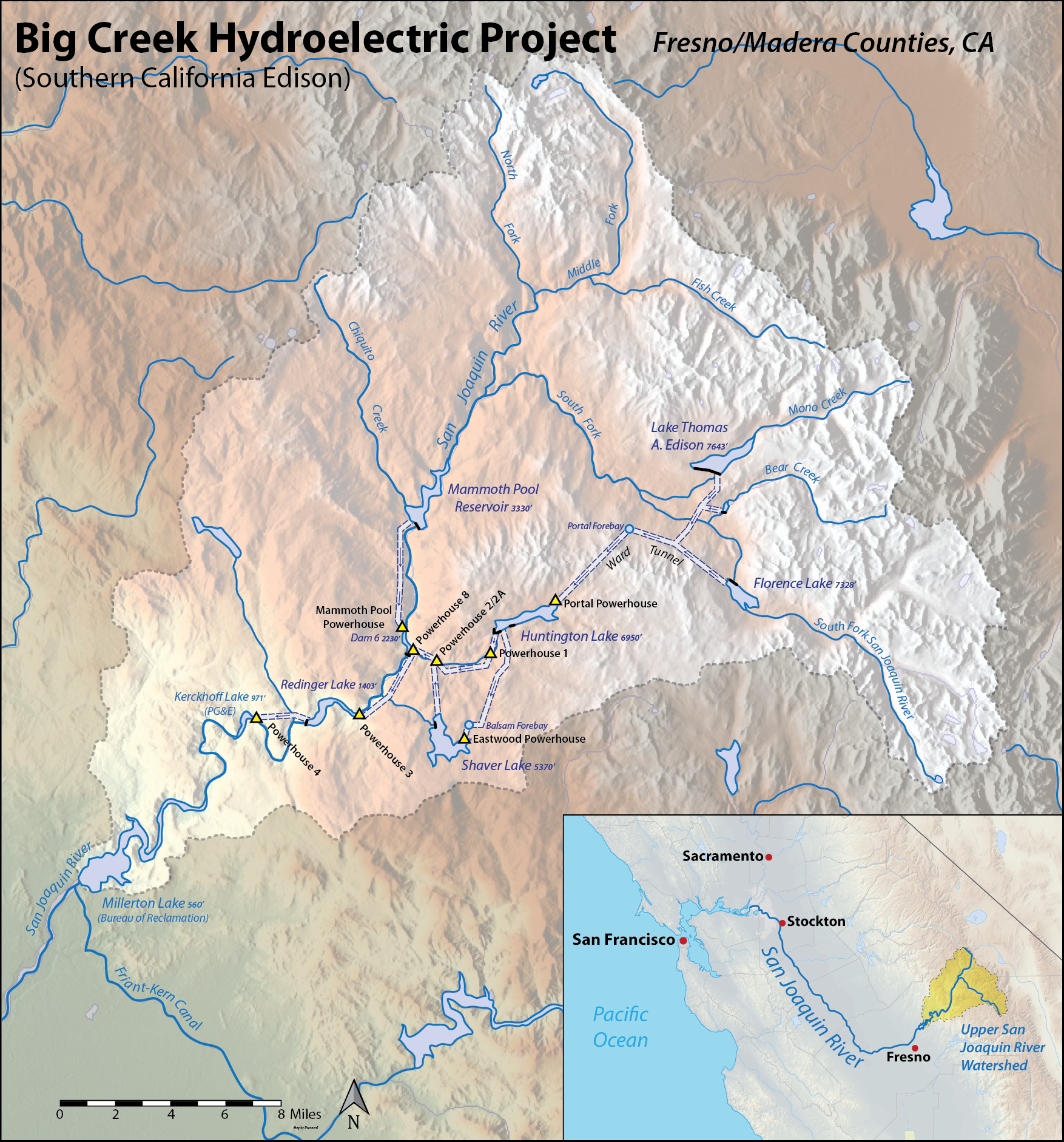
Схема гідровузла Біг-Крік

У 1910-х роках на Біг-Крік (ліва притока Сан-Хоакін) створили водосховище Хантінгтон-Лейк, котре живило ГЕС Біг-Крік 1 та наступну за нею станцію Біг-Крік 2. А наступного десятиліття через цю водойму пропустили додатковий ресурс зі сточища Соуз-Форк-Сан-Хоакін (велика ліва притока Сан-Хоакін), більша частина якого спрямовувалась далі до резервуару Shaver Lake, спорудженого на Stevenson Creek (ще один лівий доплив Сан-Хоакін). У межах цієї схеми від Хантінгтон-Лейк проклали тунель Huntington-Pitman-Shaver, що виходив до North Fork of Stevenson Creek, після чого вода природним шляхом прямувала у Shaver Lake. З останнього ресурс повертався назад у сточище Біг-Крік до станції Біг-Крік 2А, машинний зал якої розташували поряд з аналогічною спорудою ГЕС Біг-Крік 2. Згодом, у 1980-х, на ділянці траси між Хантінгтон-Лейк та Shaver Lake облаштували ГЕС-ГАЕС Іствуд, яка дала змогу використати наявний тут перепад висот у майже чотири сотні метрів.
Для створення Shaver Lake в 1926—1927 роках звели бетонну гравітаційну греблю висотою 56 метрів та довжиною 536 метрів. Її продовжує земляна дамба з бетонним ядром завдовжки 125 метрів. Разом ці споруди утримують водосховище з площею поверхні 8,8 км2 та об'ємом у 167 млн м3 (найбільше в усьому гідровузлі).
Від Shaver Lake під водорозділом з долиною Біг-Крік прокладено дериваційний тунель довжиною 4,2 км з перетином 3,4х3,4 метра. Після вирівнювального резервуару висотою 46 метрів з діаметром від 2 до 8 метрів, тунель переходить у напірний водовід довжиною 1,9 км зі спадаючим діаметром від 2,7 до 1,7 метра.
Основне обладнання станції становлять дві турбіни типу Пелтон загальною потужністю 110 МВт, які використовують напір у 737 метрів та в 2018 році забезпечили виробництво 454 млн кВт-год електроенергії.
Відпрацьована вода потрапляє у створений на Біг-Крік невеликий резервуар, з якого спрямовується на ГЕС Біг-Крік 8.